# Енциклопедија задовољства
Енциклопедија задовољства је најраније сачувано еротско дело на арапском језику, које је у 10. веку написао средњовековни арапски писац Али ибн Наср ел Катиб.
Ово дело је послужило као инспирација за скулптуру коју је Гада Амер направила 2001. године.

## Књига
Енциклопедија задовољства садржи књигу Jawami' al-ladhdha, која детаљно описује геј и лезбијску еротску љубав. Она наводи неколико именованих и неименованих песника, писаца, филозофа и лекара и позива се на њих као изворе. Један од најпознатијих и најчешће цитираних аутора био је Абу Нувас. Он се сматра „оцем арапске еротске поезије”.
Књига садржи извештаје грчког лекара из 2. века, који су забележили средњовековни арапски писци. Лекар је прегледао своју ћерку која је била лезбијка, и закључио да је њена сексуалност настала „због свраба између мале и велике стидне усмине, који би могао бити умирен само трљањем о вагину друге жене”.
Аутор затим покушава да нађе научно објашњење за лезбијке: "Лезбијанство настаје због паре која се, кондензована, претвара у топлоту усмине и ствара свраб који се само раствара и постаје хладан путем трења и оргазма. Када се деси трење и оргазам, топлота се претвара у хладноћу, јер течност коју жена лучи током лезбијског односа је хладна, док је иста течност која произилази из сексуалног односа са мушкарцем топла. Наравно, топлота не може бити угашена топлотом, већ ће се повећати, јер њу заправо треба третирати њеном супротношћу. Будући да топлота одбија хладноћу, сасвим је природно да и хладноћа одбија топлоту.
Једна од прича која се помиње у књизи је прича о првој арапској лезбијки, Хинд бинт ел Хус ел Ијадија (Hind Bint al-Ḫuss al-Iyadiyyah), познатој као ел Зарка, и њеној љубави према хришћанки Хинд бинт ел Нуман (Hind Bint al-Nu`man) која је била ћерка последњег лахмидског краља Хира у 17. веку. Када је Хинд бинт ел Хус преминула, њена верна љубавница је од жалости „изрезала косу, носила црну одећу, одбацила овоземаљска задовољства, обећала Богу да ће водити аскетски живот то своје смрти...” Она је чак подигла и манастир у знак сећања на своју љубав према ел Зарки.
Арапска верзија средњовековног текста је првобитно објављена у Дамаску као део едиције „Арапски еротски списи” (Adab al-ğins 'inda al-'Arab). Сада ју је врло тешко наћи, а већини постојећих издања недостају поглавља која се баве хомосексуалношћу. Изостављени одломци чине књигу многим читаоцима тешком за разумевање. Енглески превод оригиналне арапске верзије је много лакше наћи у Европи него у арапском свету.

## Скулптура
Гада Амер је била фасцинирана чињеницом да је Енциклопедија задовољства била широко прихваћена у време када је написана, али је касније забрањена у арапском свету. Она је приметила да, иако је књига написана као морални водич и комбиновала „књижевна, филозофска и медицинска знања” Златног доба ислама, касније је „потиснута због конзервативног друштва”. Како Гада Амер каже:
| „ | Била сам заинтересована за ову књигу, јер ју је пре неколико векова написао један муслиман, а забрањена је данас, баш према муслиманском закону. Ово показује колико је широкоумна била књижевност тада, и како неколико векова касније живимо у много конзервативнијем друштву. Веома је тужно видети да је тај глас сада утихнуо. Зашто је говорење и читање о сексуалности сада постало таква табу тема у данашњем муслиманском друштву? Ја сам одлучила да пратим и затим прикупим делове Енциклопедије на скуп од педесет седам кутија... Конкретно, бирам да илуструјем делове енциклопедије који говоре о женским задовољствима... | ” |

Током 2001. године, Гада Амер је произвела велику скулптурну инсталацију инспирисану енциклопедијом. Она је користила енглески превод књиге како би представила текстове из поглавља која се баве женским задовољствима и лепотом „О похвалним естетским квалитетима жена” и „О предностима не-девица наспрам невиних” до „57 платнених кутија, прекривених латиничним натписима извезеним златним концем и сложеним у разним аранжманима”. Уметница је изабрала да затамни неке речи, па чак и читаве пасусе. Она је то намерно урадила јер сматра да „текст ових пасуса није важан сам по себи, али делује само као визуелни оквир за веће истраживања сексуалности и духовности и улоге речи у њима”.
У свом делу, Гада Амер је цитирала неколико сексуално експлицитних текстова:
| „ | Женски оргазам долази из главе, док мушки силази са леђа. Сходно томе, чињеница да она има мање течности и спорије ејакулира се може приписати чињеници да је растојање између главе и вулве дуже него растојање између леђа и пениса. Банјан Дахт је упитана ко доживљава веће задовољство у сексуалном односу: мушкарац или жена? А она одговори: Ми, жене, налазимо такво задовољство у сексуалном односу да када је Бог створио... | ” |

Коришћењем таквих цитата, ауторка је показала да у средњовековном муслиманском друштву жене нису биле толико „сексуално потиснуте” као у садашњости, и да је њихово мишљење о сексуалности било важно.
Тим мушкараца и жена изградио је скулптуру у Египту.
Дана 23. марта 2007. године скулптура је коришћена као део изложбе Глобални Феминизам у Центру за феминистичке уметности у Бруклинском музеју у Њујорку.